# Pleasurewood Hills
Koordinaten: 52° 30′ 25″ N, 1° 44′ 40″ O
Pleasurewood Hills ist ein Freizeitpark in Lowestoft (Suffolk, England,  Vereinigtes Königreich), der 1983 eröffnet wurde. Von 2001 bis 2004 lautete der Name New Pleasurewood Hills. Der Park wird von der Looping Group betrieben, die auch andere Parks betreiben.

## Achterbahnen
| Name               | Typ                              | Hersteller   | Eröffnungsjahr | Hinweise | Weblinks |
| ------------------ | -------------------------------- | ------------ | -------------- | --- | -------- |
| Cannonball Express | Stahlachterbahn ohne Inversionen | Schwarzkopf  | 1995           | Vermutlich die einzige Auslieferung des Modells Jumbo V. Ursprünglich 1983 hergestellt und zunächst in Meli Park (dem heutigen Plopsaland De Panne) als Jumbo V eröffnet. Wurde dann von Ende der 1980er Jahre bis Beginn der 1990er Jahre als Super Figure Eight in Funland Park betrieben. Von 2005 bis 2016 fuhr die Bahn unter dem Namen Enigma. |          |
| Egg-Spress         | Familienachterbahn               | Zierer       | 1986           | Die Bahn änderte mehrere Male ihren Namen. Eröffnet unter dem Namen Ladybird, fuhr sie bis 2004 als Rattlesnake, bis 2014 als Snake In The Grass, bis 2017 wieder als Rattlesnake und änderte schließlich ihren Namen in Egg-Spress. |          |
| Marble Madness     | Wilde Maus                       | Maurer Rides | 2014           | Ursprünglich 1997 als Wild Mouse in Flamingo Land eröffnet. |          |
| Wipeout            | Shuttle Coaster                  | Vekoma       | 2007           | Ursprünglich 1998 als Coca-Cola Roller in Glasgow Garden Festival, befand sie sich anschließend bis 2004 als Missile in American Adventure Theme Park. |          |

### Ehemalige Achterbahnen
| Name       | Typ                          | Hersteller | Eröffnungsjahr | Schließungsjahr | Hinweise | Weblinks |
| ---------- | ---------------------------- | ---------- | -------------- | --------------- | --- | -------- |
| Mouse Trap | Wilde Maus, Spinning Coaster | Reverchon  | 2000           | 2005            | Im Jahr der Eröffnung fuhr die Bahn unter dem Namen Crazy Coaster und von 2001 bis 2004 unter dem Namen Magic Mouse. Nach der Schließung in Pleasurewood Hills fand sie ein neues Zuhause im Parc Bagatelle, wo sie seit 2006 ihre Runden dreht. |          |